# ガート県
ガート県（ガートけん、アラビア語: غات、Ġāt）は、リビアの県。県都はガート。

## 隣接県
北でワジ・アル・シャーティー県と、北東でワジ・アル・ハヤー県と、東でムルズク県と、南でニジェールのアガデス州と、西でアルジェリアのタマンラセット県およびイリジ県とそれぞれ隣接する。

## 過去の行政区画

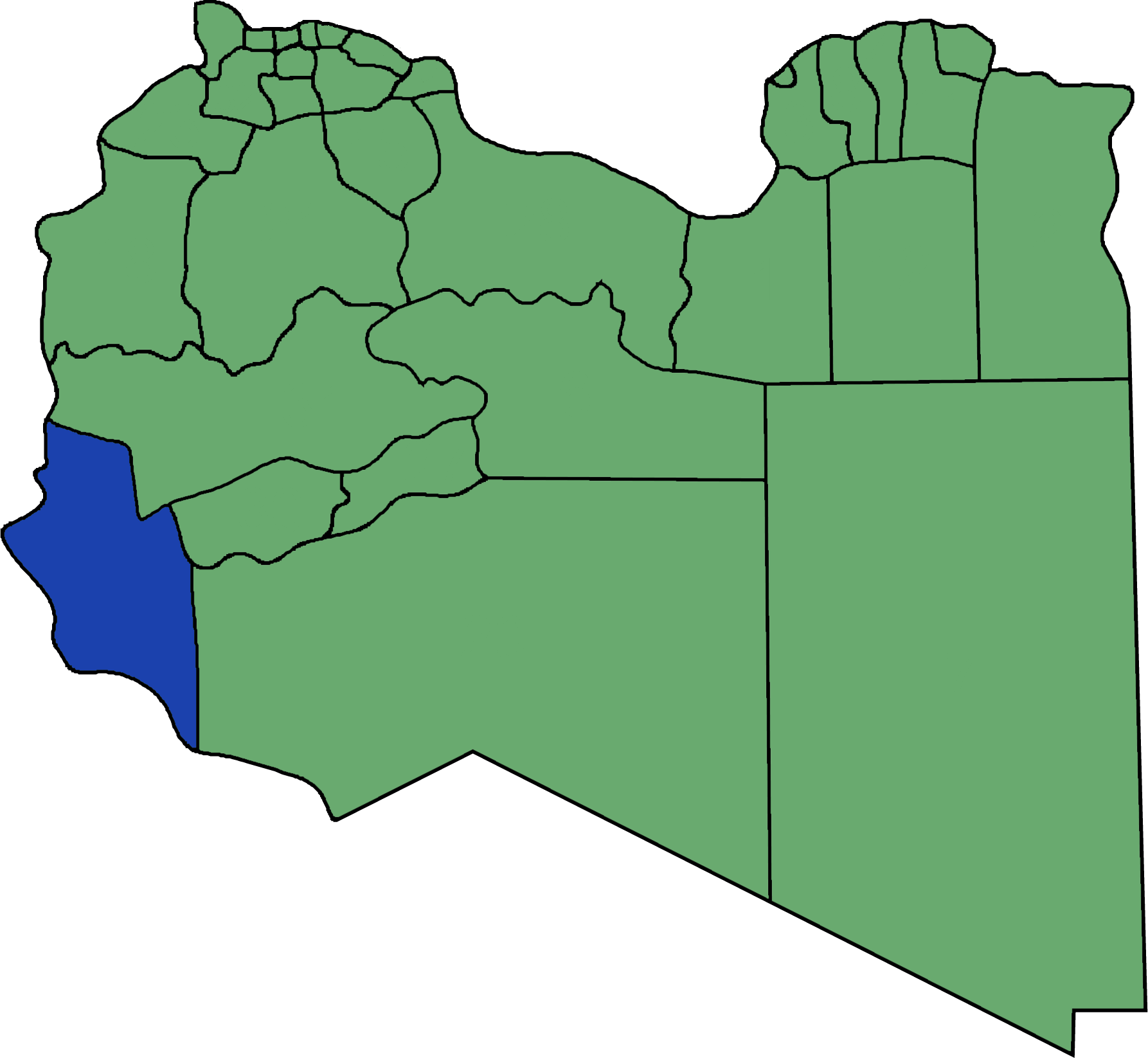
32県があった、2001年から2007年の同県